# سيرجي إيفانوف (لاعب كرة قدم أمريكية)
سيرجي ايفانوف هو لاعب كرة قدم أمريكية روسي، ولد في 1 مارس 1985 في موسكو في روسيا.

## وصلات خارجية
- سيرجي ايفانوف على موقع JustSportsStats.com (الإنجليزية)